# FCアンジ・マハチカラ
FCアンジ・マハチカラ（露: Футбольный клуб "Анжи" Махачкала, 英: FC Anzhi Makhachkala）は、ロシア連邦・ダゲスタン共和国・マハチカラを本拠地としていたサッカークラブである。アンジ・マハチカラのアンジとはクムク語で "真珠" の意味を持ち、古代のクミク族（クムク人）は、現在ロシア名で "マハチカラ" と呼ばれる場所を "アンジ" と呼んでいた。

## 歴史

### 黎明期

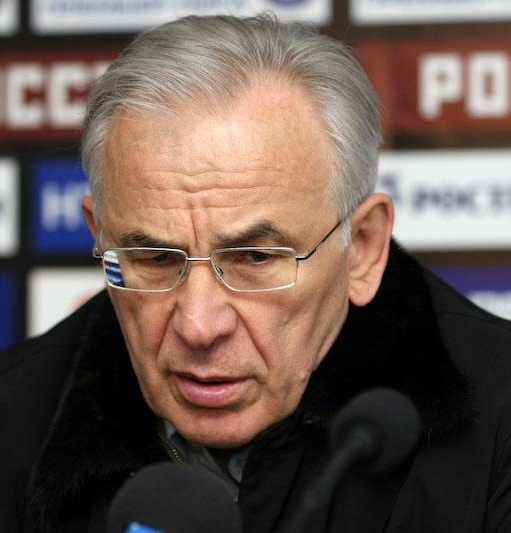
1999年にアンジの監督に就任してプレミアリーグ昇格やUEFAカップ出場権を齎したガジ・ガジエフ。

クラブは1991年にダグネフテプロドゥクトのマゴメド・スルタン・マゴメドフと、FCディナモ・マハチカラに所属経験のあるアレクサンドル・マルカロフによって創設された。
1999年にガジ・ガジエフがアンジの監督に就任。1部リーグ（2部リーグに相当）で優勝してプレミアリーグに初昇格を決める。昇格初年の2000年は4位に食い込み、2001-02シーズンのUEFAカップ出場権を獲得した。2000-01シーズンのロシア・カップでは初の決勝に進み、6月20日に決勝戦が行われた。相手のFCロコモティフ・モスクワとは一進一退の攻防が続いたが、後半の45分に待望の得点を決めた。しかし、その直後のロスタイムにPKを与え、それを決められて試合は延長戦へと突入した。延長戦では決着が着かずPK戦まで縺れ込んだが敗れ、準優勝に終わった。UEFAカップ出場権を獲得したアンジはUEFAの規定通りにホーム・アンド・アウェー方式で試合を行う事になっていたが、2001年9月11日に起きたテロの影響で、隣接するチェチェン共和国の情勢が不安定化。その為、試合は中立の会場（ワルシャワ）で行う事になり、本来なら2試合行う筈の試合は1試合になった。相手はスコットランドの強豪レンジャーズFCで結果は1-0で敗れた。
2002年、ロシア・プレミアリーグで15位に終わり、1部リーグに降格。その後は1部リーグ生活が長く続き、2006年は15位まで沈み2部（実質3部）降格も危ぶまれたが、2009年シーズンで1部リーグ優勝を果たし、プレミアリーグ復帰を果たした。

### 2011-12シーズン
2011年1月18日、ロシア・ダゲスタン共和国出身の大富豪であるスレイマン・ケリモフが、財政支援と引き換えに株式を100%取得しクラブのオーナーに就任した。インフラに2億ドルを投資する計画で、4万人以上収容のスタジアムを建設する計画である。ケリモフのオーナー就任後は、スペインのレアル・マドリードやブラジル代表で活躍したロベルト・カルロス、2009年のブラジル全国選手権セリエA得点王に輝いたジエゴ・タルデッリ、SCコリンチャンス・パウリスタのスターであったジュシレイなどの有力選手を次々と獲得した。また、移籍期間中にFCテレク・グロズヌイと破談に終わった、ベルギーリーグの最優秀選手に3度選ばれたムバラク・ブスファを獲得し、AFCアジアカップ2011で活躍したウズベキスタン代表のオディル・アフメドフをレンタル移籍で獲得した。
シーズンオフはトルコで合宿をした。ロシア・カップ2010-11ではベスト16に進出し、3月1日にベスト8進出を掛けた試合が行われた。相手は昨年のロシア・カップ王者であるゼニト・サンクトペテルブルクで大型補強後、初の公式戦であったが2-3で敗れた。2011年3月12日、ロシア・プレミアリーグ2011-12が開幕した。最初の数試合は躓いたものの12試合を終えた時点で2位につけた。6月12日、リーグ戦優勝とUEFAチャンピオンズリーグ出場を狙うアンジはPSVアイントホーフェンで主力として活躍したジュジャーク・バラージュを獲得。8月6日には現役のロシア代表選手であるユーリ・ジルコフを、8月23日にはインテルナツィオナーレ・ミラノからサミュエル・エトーを獲得した。しかし、リーグ戦で伸び悩み監督のガジ・ガジエフを解任、暫定監督はアンドレイ・ゴルデーエフが務めた。2011-12シーズンは秋春制への移行の為に、試合数が例年の30試合から44試合に増え、2011年11月6日の30試合終了時点で全16チームが、上位8チーム、下位8チームに分かれて残りの14試合を戦う方式が採られていた。アンジは8位というギリギリの順位であったが9位には勝ち点10離していたことから容易に上位陣に滑り込み、2試合を消化して7位という順位で数ヶ月間のウィンターブレイクに突入した。
同年12月下旬のウィンターブレイク中に暫定監督のアンドレイ・ゴルデーエフからバトンタッチする形でユーリー・クラスノジャンがクラブの指揮を執ることになったものの、僅か2ヶ月で辞任した。その数日後にロシア代表などの監督を務めたオランダ人のフース・ヒディンクを招聘。冬の移籍期間中にはジュジャーク・バラージュをFCディナモ・モスクワへ売却し、結果が出なかったジエゴ・タルデッリはカタールのクラブに売却をした。その一方でブラックバーン・ローヴァーズFCでキャプテンを務めていたDFのクリストファー・サンバを獲得し、若手ではアンダー世代で出場経験のあるオレグ・シャトフやアルセニー・ロガショフ（2011年7月加入）を獲得した。ウィンターブレイクが明けて3月に再開されたリーグ戦では代表選手を揃えた上位クラブとの対決により厳しい戦いを迫られたが最終的に順位を2つ伸ばして5位でシーズンを終えた。

### UEFA EL 2012-13
UEFAヨーロッパリーグ 2012-13の予選2回戦からの出場権を獲得したものの、UEFAの執行委員会は7月上旬のキエフでの会議でセキュリティや安全性に問題があるとしてマハチカラで試合を開催しないことを決定して通告をした。そのことからアンジは代替のスタジアムを探し、2011年1月にプレミアリーグから撤退したサトゥルン・ラメンスコーエが使用していたサトゥルン・スタジアムで試合をすることに決めた。2012年7月19日、ホームで行われたブダペスト・ホンヴェードFCとの試合ではブラジル人MFのジュシレイが得点を挙げ1-0でUEFA初勝利を記録。アウェーでは4得点の合計5得点を挙げ3回戦へ進出した。8月2日、9日に行われたオランダのフィテッセとの試合ではホームとアウェーで2得点ずつ挙げプレーオフ進出を果たした。8月23日、30日に行われたAZアルクマール（2008-09シーズンエールディヴィジ優勝）との試合ではホームで1得点アウェーでは5得点の大勝をして、初のグループリーグ進出を成し遂げた。
グループリーグでは予選で使用していたサトゥルン・スタジアムからFCロコモティフ・モスクワが使用しているロコモティフ・スタジアムに変更をした。グループリーグではリヴァプールFC、BSCヤングボーイズ、ウディネーゼ・カルチョらのAグループに組み込まれ、3勝1分2敗のグループ2位で決勝トーナメント進出した。ベスト32ではドイツのハノーファー96をホーム・アウェー合計2-4で降してベスト16に進出。ベスト16はイングランドのニューカッスル・ユナイテッドFCと対戦しホームでの戦いを0-0で引き分けた。アウェーではチャンスを作り出し互角の戦いを演じたが、55分にメディ・カルセラ＝ゴンサレスが2枚目となるイエローカードを受け退場となった。10人になった事で数的不利に陥り、防戦一方となったが、隙あらば攻撃に転じるなどしてニューカッスルを脅かしていた。アディショナルタイムは3分と表示され、後は延長戦に望みを繋ぐだけであったが、試合終了間際にニューカッスル所属のパピス・シセにヘディングで得点を挙げられてベスト16で敗退した。

### 2012-13シーズン
2012-13シーズンのリーグ戦は15勝8分7敗で昨年の5位から順位を2つ伸ばして3位で終えUEFAヨーロッパリーグ 2013-14のグループリーグから出場する権利を獲得した。冬の移籍期間ではFCシャフタール・ドネツクからブラジル人MFのウィリアンを3500万ユーロで獲得した。アンジの監督であったヒディンクは2012-13シーズンを最後に監督業を引退すると母国オランダの新聞で表明したが、2013年6月11日、契約を1年間延長した。この期間中にはロシア代表で中心的なイゴール・デニソフ（推定移籍1200万ユーロ）や将来を期待されている若手のアレクサンドル・ココリン（移籍金1900万ユーロ）を獲得した。2013年7月14日、ロシア・プレミアリーグ2013-14シーズンが開幕。2試合を消化した後に監督であったヒディンクは辞任をした。後任には同年6月27日から1年間の契約でアシスタント・コーチに就任したオランダ人のレネ・メウレンステーンに決まったが8月初旬に関係は解消された。同年8月7日、アンジを3度にわたって率いたガジ・ガジエフが同クラブで4度目となる監督に就任することが発表された。

### 2013-14シーズン
2013年夏、アンジの幹部であるコンスタンティン・レムチュコフがTwitterで経営縮小、それに伴う予算削減に動くことを公表した。主に高年俸の選手が対象となりロシア代表のイゴール・デニソフとアレクサンドル・ココリン、ユーリ・ジルコフをFCディナモ・モスクワに放出した。3人を合計した推定移籍金は4500万ユーロ（約58億5000万円）と伝えられている。ムバラク・ブスファ（推定移籍金1500万ユーロ）とラッサナ・ディアッラ（推定移籍金1200万ユーロ）はFCロコモティフ・モスクワへ、ウィリアンはイングランドのチェルシーFCに推定3000万ポンド（約46億1000万円）で放出した。これによりチームは一気に弱体化、2013年12月8日のウィンターブレイク時点で0勝8分11敗と未勝利、リーグ最下位に沈んだ。巻き返しを図るため、FCディナモ・モスクワで控えに甘んじていたフョードル・スモロフの復帰と、ディニャル・ビリャレトディノフ、アレクサンドル・ブハロフ、ウラジーミル・ビストロフといったロシア代表経験者を獲得し、ウィンターブレイク明けの緒戦となったFCルビン・カザン戦 (1-0) で勝利し、シーズン初勝利を挙げるまで20試合を要した。その後はディナモ、FCテレク・グロズヌイに圧勝したが、アウェーでは1試合も勝てず、最終戦を待たずにロシア・ナショナル・フットボールリーグ降格が決まった。

### 2021-22シーズン
2022年6月3日、ロシアサッカー協会はロシア・セカンドディビジョン（FNL2）でプレーするために必要なライセンスをアンジに与えないという決定を下し、これによりアンジはプロクラブとしての地位を失った。クラブは声明を発表し、その中でファンに謝罪すると供に、クラブが「いつか」戻ってくることを望んでいると明かした。最後の試合は2022年6月5日に行われ、アンジはFCロートル・ヴォルゴグラードに4-0で勝利した。マハチカラに本拠を置く別のクラブ、FCディナモ・マハチカラは、その3日前にFNLへの昇格を確保した。

## タイトル

### 国内タイトル
- ロシア・ファーストディビジョン : 2回
  - 1999, 2009

### 国際タイトル
なし

## 過去の成績
ロシア
| シーズン | ディビジョン  | 順位 | 試 | 勝 | 分 | 負 | 得 | 失 | 点 | 国内カップ   | 欧州カップ戦 | 欧州カップ戦 |
| -------- | ------------- | ---- | -- | -- | -- | -- | -- | -- | -- | ------------ | ------------ | ------------ |
| 1992     | 3部 (Zone1）  | 5位  | 38 | 23 | 2  | 13 | 77 | 46 | 48 | -            | -            | -            |
| 1993     | 3部 (Zone1）  | 1位  | 38 | 27 | 1  | 10 | 98 | 31 | 55 | ベスト128    | -            | -            |
| 1994     | 3部 (西）     | 10位 | 40 | 19 | 5  | 16 | 57 | 41 | 43 | ベスト256    | -            | -            |
| 1995     | 3部 (西）     | 7位  | 42 | 24 | 4  | 14 | 47 | 43 | 76 | ベスト32     | -            | -            |
| 1996     | 3部 (西）     | 2位  | 38 | 28 | 3  | 7  | 99 | 36 | 87 | 準々決勝敗退 | -            | -            |
| 1997     | 2部           | 13位 | 42 | 18 | 6  | 18 | 66 | 72 | 60 | ベスト32     | -            | -            |
| 1998     | 2部           | 12位 | 42 | 17 | 6  | 19 | 47 | 56 | 57 | ベスト64     | -            | -            |
| 1999     | 2部           | 1位  | 42 | 26 | 8  | 8  | 55 | 20 | 86 | ベスト64     | -            | -            |
| 2000     | プレミア      | 4位  | 30 | 15 | 7  | 8  | 44 | 31 | 52 | 準々決勝敗退 | -            | -            |
| 2001     | プレミア      | 13位 | 30 | 7  | 11 | 12 | 28 | 34 | 32 | 準優勝       | -            | -            |
| 2002     | プレミア      | 15位 | 30 | 5  | 10 | 15 | 22 | 42 | 25 | ベスト16     | UC           | 1回戦敗退    |
| 2003     | 2部           | 6位  | 42 | 19 | 13 | 10 | 52 | 33 | 70 | 準決勝敗退   | -            | -            |
| 2004     | 2部           | 8位  | 42 | 16 | 12 | 14 | 50 | 53 | 60 | ベスト32     | -            | -            |
| 2005     | 2部           | 11位 | 42 | 14 | 13 | 15 | 47 | 48 | 55 | ベスト64     | -            | -            |
| 2006     | 2部           | 15位 | 42 | 15 | 8  | 19 | 57 | 66 | 53 | ベスト64     | -            | -            |
| 2007     | 2部           | 10位 | 42 | 16 | 9  | 17 | 41 | 44 | 57 | ベスト32     | -            | -            |
| 2008     | 2部           | 6位  | 42 | 20 | 12 | 10 | 63 | 35 | 72 | ベスト64     | -            | -            |
| 2009     | 2部           | 1位  | 38 | 21 | 12 | 5  | 61 | 31 | 75 | ベスト32     | -            | -            |
| 2010     | プレミア      | 11位 | 30 | 9  | 6  | 15 | 29 | 39 | 33 | ベスト16     | -            | -            |
| 2011-12  | プレミア      | 5位  | 44 | 19 | 13 | 12 | 54 | 42 | 70 | ベスト16     | -            | -            |
| 2012-13  | プレミア      | 3位  | 30 | 15 | 8  | 7  | 45 | 34 | 53 | 準優勝       | EL           | ベスト16     |
| 2013-14  | プレミア      | 15位 | 30 | 3  | 11 | 16 | 25 | 42 | 20 | ベスト32     | EL           | ベスト16     |
| 2014-15  | 2部           | 2位  | 34 | 22 | 5  | 7  | 60 | 22 | 71 | ベスト32     | -            | -            |
| 2015-16  | プレミア      | 13位 | 30 | 6  | 8  | 16 | 28 | 50 | 26 | ベスト16     | -            | -            |
| 2016-17  | プレミア      | 12位 | 30 | 7  | 9  | 14 | 24 | 38 | 30 | 準々決勝敗退 | -            | -            |
| 2017-18  | プレミア      | 14位 | 30 | 6  | 6  | 18 | 31 | 55 | 24 | ベスト32     | -            | -            |
| 2018-19  | プレミア      | 15位 | 30 | 5  | 6  | 19 | 13 | 50 | 21 | ベスト16     | -            | -            |
| 2019-20  | 3部（南）     | 15位 | 19 | 3  | 7  | 9  | 24 | 32 | 10 | 2回戦敗退    | -            | -            |
| 2020-21  | 3部（Group1） | 6位  | 32 | 14 | 9  | 9  | 59 | 43 | 51 | 2回戦敗退    | -            | -            |

## 欧州の成績
| シーズン | 大会                 | ラウンド   | 対戦相手       | ホーム | アウェー | 合計 |  |
| -------- | -------------------- | ---------- | -------------- | ------ | -------- | ---- |  |
| 2001-02  | UEFAカップ           | 1回戦      | レンジャーズ   | 0-11   | N/A      | 0-1  |  |
| 2012-13  | UEFAヨーロッパリーグ | 予選2回戦  | ホンヴェード   | 1-0    | 4-0      | 5-0  |  |
| 2012-13  | UEFAヨーロッパリーグ | 予選3回戦  | フィテッセ     | 2-0    | 2-0      | 4-0  |  |
| 2012-13  | UEFAヨーロッパリーグ | プレーオフ | AZ             | 1-0    | 5-0      | 6-0  |  |
| 2012-13  | UEFAヨーロッパリーグ | グループA  | リヴァプール   | 1-0    | 0-1      | 2位  |  |
| 2012-13  | UEFAヨーロッパリーグ | グループA  | ウディネーゼ   | 2-0    | 1-1      | 2位  |  |
| 2012-13  | UEFAヨーロッパリーグ | グループA  | ヤングボーイズ | 2-0    | 1-3      | 2位  |  |
| 2012-13  | UEFAヨーロッパリーグ | ラウンド32 | ハノーファー   | 3-1    | 1-1      | 4-2  |  |
| 2012-13  | UEFAヨーロッパリーグ | ラウンド16 | ニューカッスル | 0-0    | 0-1      | 0-1  |  |
| 2013-14  | UEFAヨーロッパリーグ | グループK  | トッテナム     | 0-2    | 1-4      | 2位  |  |
| 2013-14  | UEFAヨーロッパリーグ | グループK  | シェリフ       | 1-1    | 0-0      | 2位  |  |
| 2013-14  | UEFAヨーロッパリーグ | グループK  | トロムソ       | 1-0    | 1-0      | 2位  |  |
| 2013-14  | UEFAヨーロッパリーグ | ラウンド32 | ヘンク         | 0-0    | 2-0      | 2-0  |  |
| 2013-14  | UEFAヨーロッパリーグ | ラウンド16 | AZ             | 0-1    | 0-0      | 0-1  |  |

1 セキュリティの懸念のために中立の会場（ポーランド）で1試合を行った。

## 歴代監督
- ガジ・ガジエフ 1999-2001, 2003, 2010.4-2011.9, 2013.8-2014.5
- オマリ・テトラーゼ 2007.1-2010.3
- アンドレイ・ゴルデーエフ 2011.9-12 (暫定)
- ユーリー・クラスノジャン 2011.11-2012.2
- フース・ヒディンク 2012.2-2013.7
- レネ・メウレンステーン 2013.7-8 (暫定)
- セルゲイ・タシュエフ 2014.5-2015.6
- ユーリー・ショミン 2015
- ルスラン・アガラロフ 2015-2016
- パヴェル・ヴルバ 2016
- ヴァジム・スクリプチェンコ 2017-2018

## 歴代在籍選手

### GK
- セルゲイ・リジコフ 2005
- ドミトリ・ボロディン 2008
- ウラジーミル・ガブロフ 2011-2013
- エフゲニー・ポマザン 2011-2016
- ミハイル・ケルジャコフ 2013-2015
- ヌクリ・レヴィシュヴィリ 2010-2011

### DF
- ラシム・タギルベコフ 2002-2016
- レナト・ヤンバエフ 2003
- オマリ・テトラーゼ 2003
- アンドレイ・ソロマティン 2006
- アリ・ガジベコフ 2006-2016
- アレクセイ・イゴニン 2011-2012
- アルセニー・ロガショフ 2011-2013
- アンドレイ・エシュチェンコ 2013-2016
- エミル・スパヒッチ 2013
- ロベルト・カルロス 2011-2012
- ジョアン・カルロス 2011-2013
- クリストファー・サンバ 2012-2013.1,2013.7-8
- ベノワ・アングブワ 2011-2012,2013-2014
- オスカルス・クラヴァ 2010-2012
- アレクサンドル・エプレアヌ 2013-2014

### MF
- /  イリヤ・ツィンバラル 2000-2001
- シャリフ・ムハンマド 2010-2014
- ユーリ・ジルコフ 2011-2013
- オレグ・シャトフ 2012-2013
- イゴール・デニソフ 2013.6-2013.8
- アレクセイ・イオノフ 2013
- ディニャル・ビリャレトディノフ 2014
- ウラジーミル・ビストロフ 2014
- エルヴィル・ラヒミッチ 1999-2001
- ジュシレイ 2011-2014.1
- ウィリアン 2013
- ラッサナ・ディアッラ 2012-2013
- ジュジャーク・バラージュ 2011-2012
- ムバラク・ブスファ 2011-2013
- /  メディ・カルセラ＝ゴンサレス 2011-2013
- オレクサンドル・アリエフ 2014-2015
- オディル・アフメドフ 2011-2014

### FW
- イブラギム・ガサンベコフ 1992-1999
- ミシェル・パンセ・ビロング 2001
- エフゲニ・サヴィン 2005
- ミヘイル・アシュヴェティア 2008
- オタール・マルツヴァラーゼ 2009-2010
- ヤン・ホレンダ 2010-2012
- イサ・エリアクゥ 2010-2011
- アレクサンドル・プルドニコフ 2011-2012
- ジエゴ・タルデッリ 2011
- サミュエル・エトー 2011-2013
- フョードル・スモロフ 2012-2013,2014
- ラシナ・トラオレ 2012-2014.1
- アレクサンドル・ココリン 2013.7-2013.8
- アレクサンドル・ブハロフ 2014